# Thisted
Thisted – miasto w Danii, siedziba Gminy Thysted. Około 12 762 mieszkańców. Ośrodek przemysłowy.
W mieście znajduje się stacja kolejowa Thisted.
9 stycznia 1982 w Thisted zanotowano rekordową dla Danii temperaturę -31,2 °C.